# Markus Karlsson (calciatore 1972)
Markus Karlsson (30 agosto 1972) è un ex calciatore svedese, di ruolo difensore.

## Carriera

### Club
Karlsson cominciò la carriera con le maglie di Rimbe e Norrtälje, prima di passare al Djurgården. Con questa maglia, vinse due campionati (2002 e 2003) e due coppe nazionali (2002 e 2004). Passò poi ai tedeschi del Rot-Weiss Essen. Nel 2005, si accordò con i norvegesi dello Stabæk, nella 1. divisjon. Esordì in squadra il 10 luglio dello stesso anno, nel pareggio a reti inviolate contro il Pors Grenland. Contribuì alla promozione del club, che tornò così nell'Eliteserien. Nel 2007, Karlsson ritornò in patria, accordandosi con il Brommapojkarna, con cui giocò fino al 2009, ritirandosi a fine stagione. Nel 2013 tornò in attività nella sesta serie nazionale con l'IFK Lidingö FK. Nel 2015, 2017 e 2022 scese in campo nella nona e successivamente nella settima serie svedese con l'IFK Lidingö BK, una costola dell'IFK Lidingö FK.

## Palmarès

### Club

#### Competizioni nazionali
- Campionato svedese: 2

Djurgården: 2002, 2003
- Coppa di Svezia: 2

Djurgården: 2002, 2004